# Liban aux Jeux olympiques d'hiver de 1968
Cet article contient des informations sur la participation et les résultats du Liban aux Jeux olympiques d'hiver de 1968, qui ont eu lieu à Grenoble en France. 

## Résultats

### Ski alpin

#### Slalom géant
| Athlète         | Manche 1      | Manche 1 | Manche 2      | Manche 2 | Total         | Total |
| Athlète         | Temps         | Rang     | Temps         | Rang     | Temps         | Rang  |
| --------------- | ------------- | -------- | ------------- | -------- | ------------- | ----- |
| Ghassan Keyrouz | 2 min 22 s 43 | 87       | 2 min 24 s 76 | 87       | 4 min 47 s 19 | 85    |
| Moussa Jaalouk  | 2 min 15 s 54 | 83       | 2 min 17 s 89 | 81       | 4 min 33 s 43 | 80    |
| Nagib Barrak    | 2 min 14 s 84 | 82       | 2 min 24 s 06 | 86       | 4 min 38 s 90 | 81    |

#### Slalom hommes
| Athlète         | Manche 1      | Manche 1 | Manche 2      | Manche 2 | Finale         | Finale       | Finale         | Finale       | Finale       | Finale       |
| Athlète         | Temps         | Rang     | Temps         | Rang     | Temps Manche 1 | Rang         | Temps Manche 2 | Rang         | Total        | Rang         |
| --------------- | ------------- | -------- | ------------- | -------- | -------------- | ------------ | -------------- | ------------ | ------------ | ------------ |
| Ghassan Keyrouz | Disqualifé    | –        | 1 min 18 s 11 | 4        | Non qualifié   | Non qualifié | Non qualifié   | Non qualifié | Non qualifié | Non qualifié |
| Nagib Barrak    | 1 min 07 s 13 | 5        | 1 min 25 s 73 | 4        | Non qualifié   | Non qualifié | Non qualifié   | Non qualifié | Non qualifié | Non qualifié |
| Moussa Jaalouk  | 1 min 13 s 69 | 5        | 1 min 09 s 06 | 3        | Non qualifié   | Non qualifié | Non qualifié   | Non qualifié | Non qualifié | Non qualifié |

## Référence
- (en) Cet article est partiellement ou en totalité issu de l’article de Wikipédia en anglais intitulé « Lebanon at the 1968 Winter Olympics » (voir la liste des auteurs).